# تمساح‌وش
تمساح‌وش یا سوکومیموس (نام علمی: Suchomimus) نام یک سرده از راسته خزنده‌کفلان است. تمساح وش یا سوکومیموس دایناسور گوشتخوار بزرگی بود که در حدود ۱۰۰ میلیون سال پیش در زمین حکمرانی می‌کرد. طول این حیوان ۱۱ متر و وزنش هم بین ۲٬۵ تا ۴٬۵ تن بوده‌است.

## نگارخانه

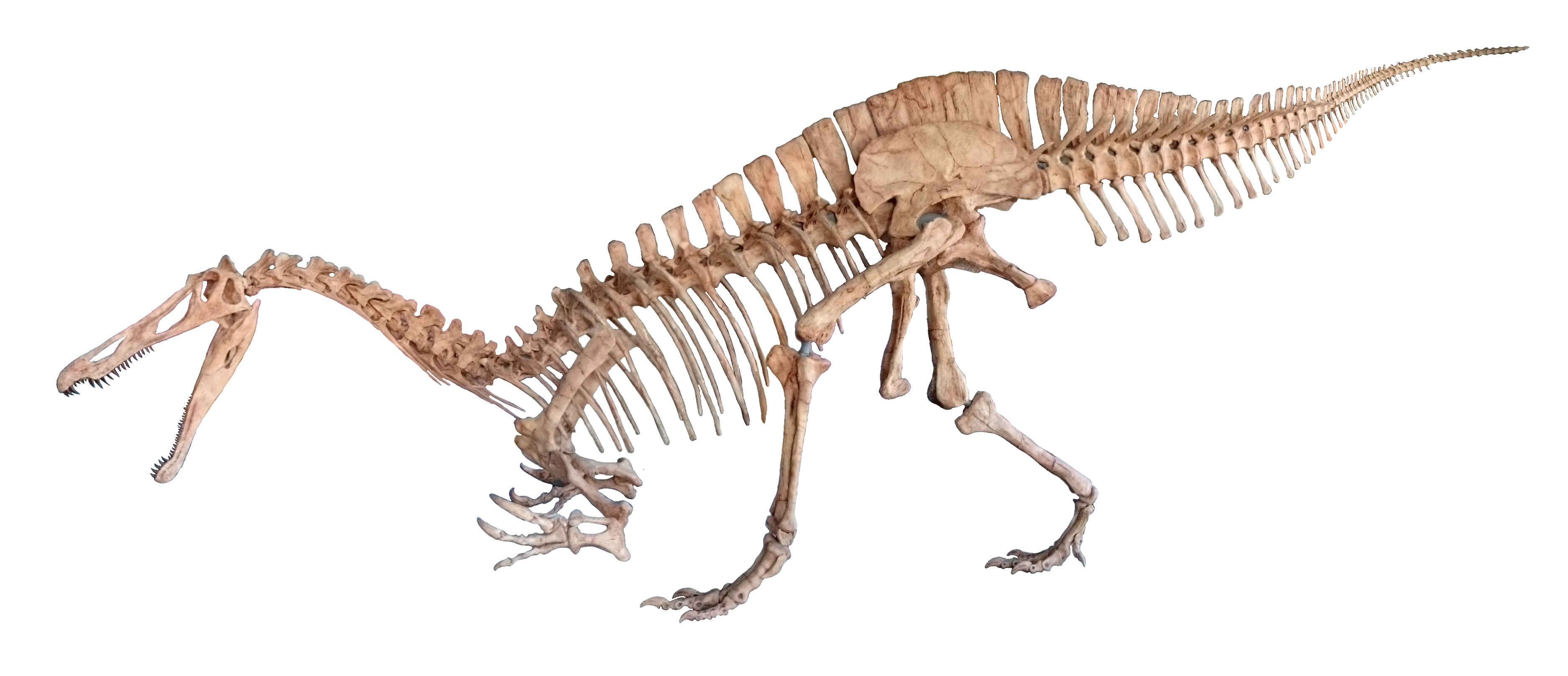
بازسازی اسکلت تخرییب شده در موزه
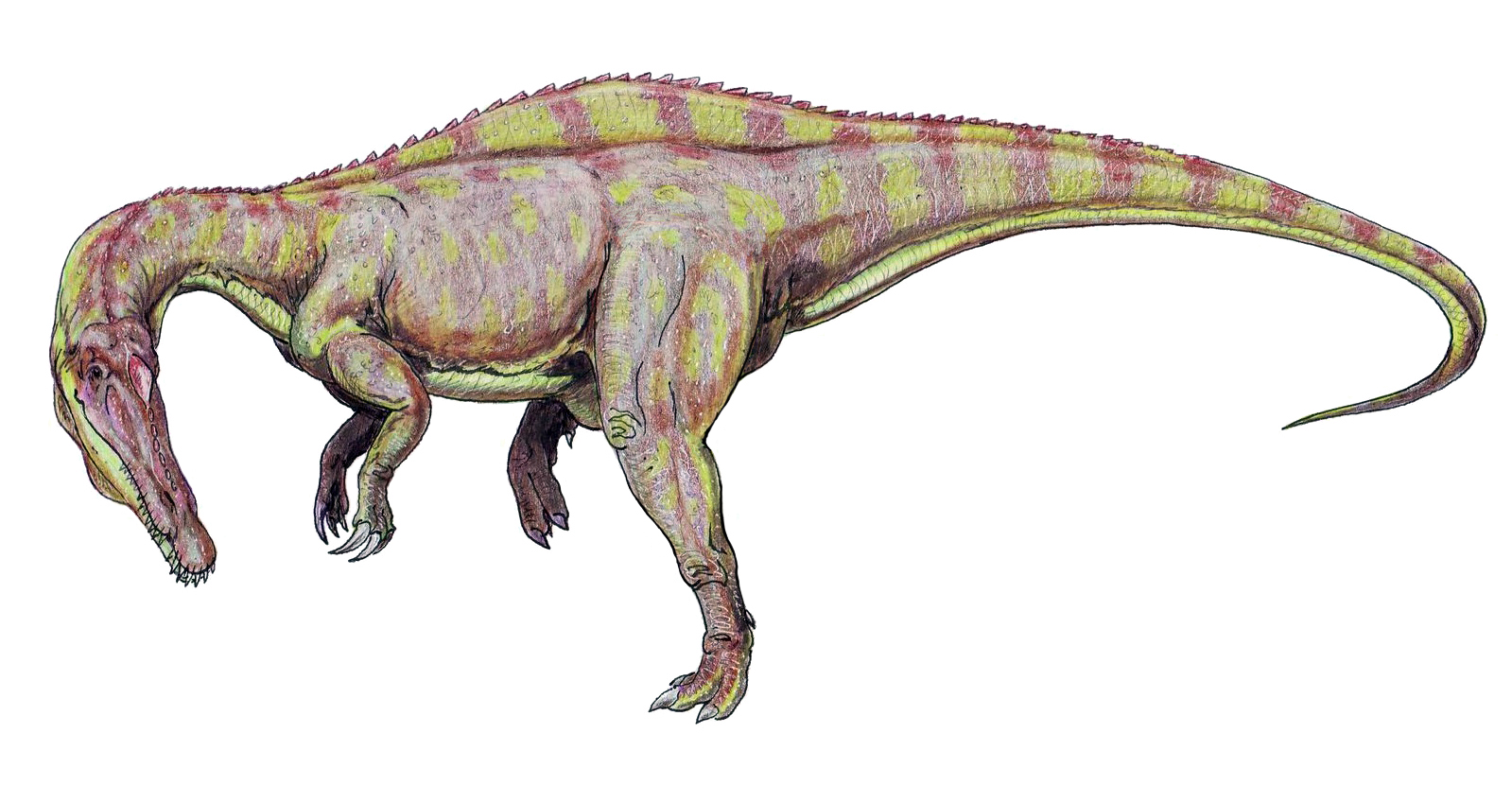
نگارهٔ سوکومیموس
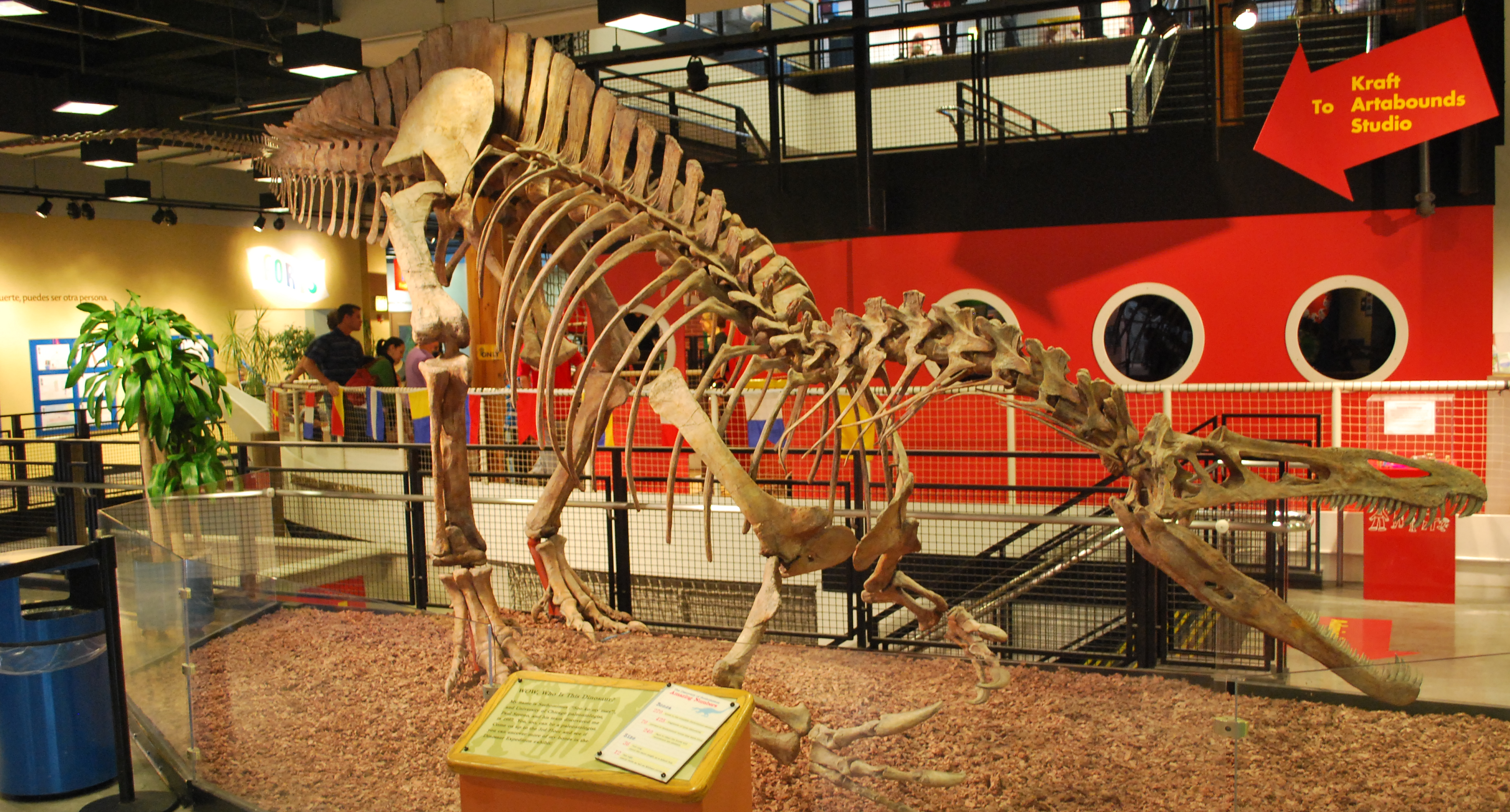
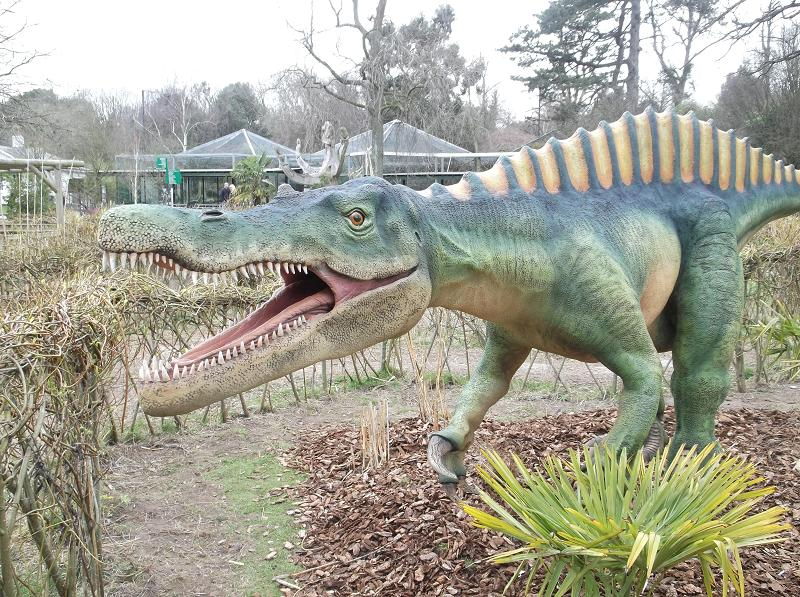
پیکر بازسازی‌شدهٔ سوکومیموس در پارک ژوراسیک بریستول انگلستان
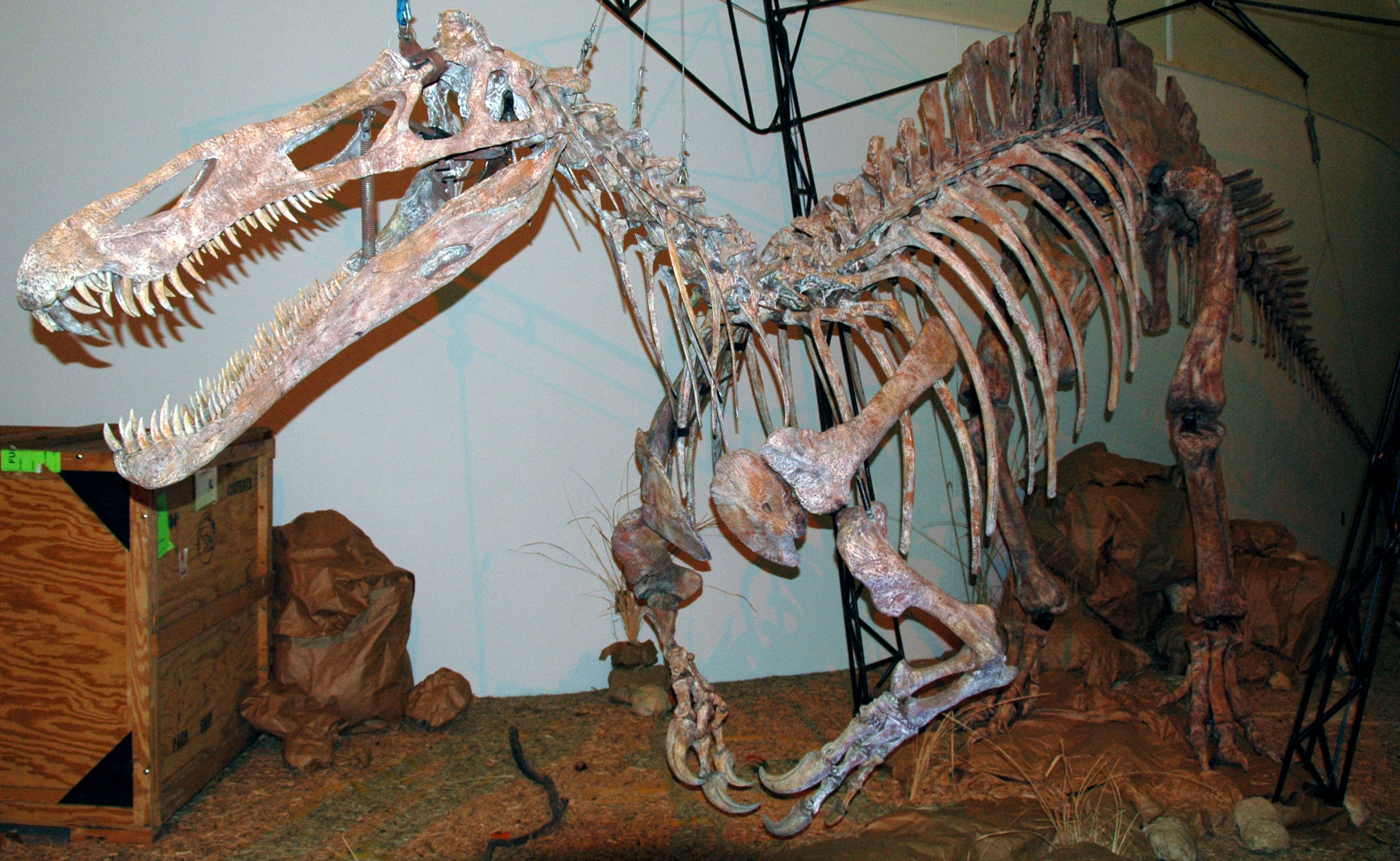
در موزه کانزاس امریکا
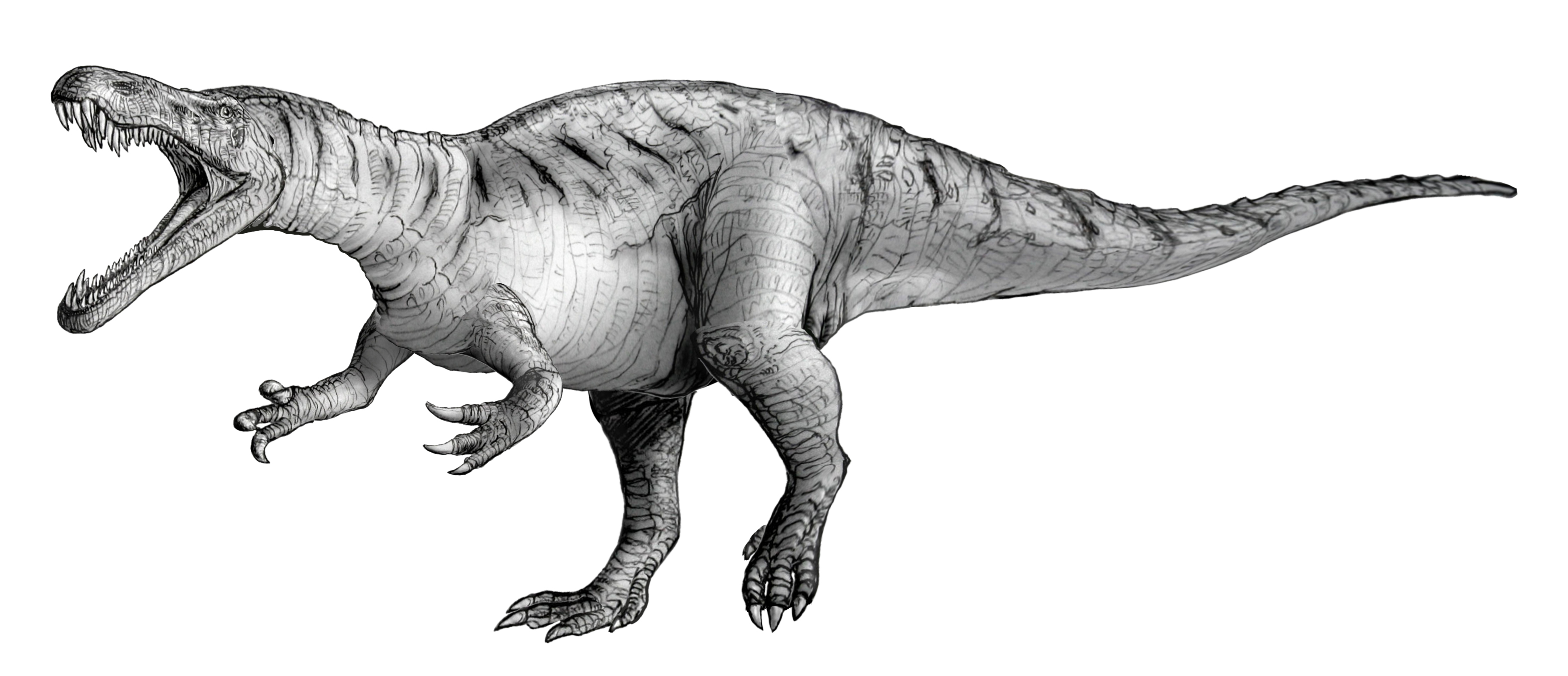
طراحی سیاه‌سفید
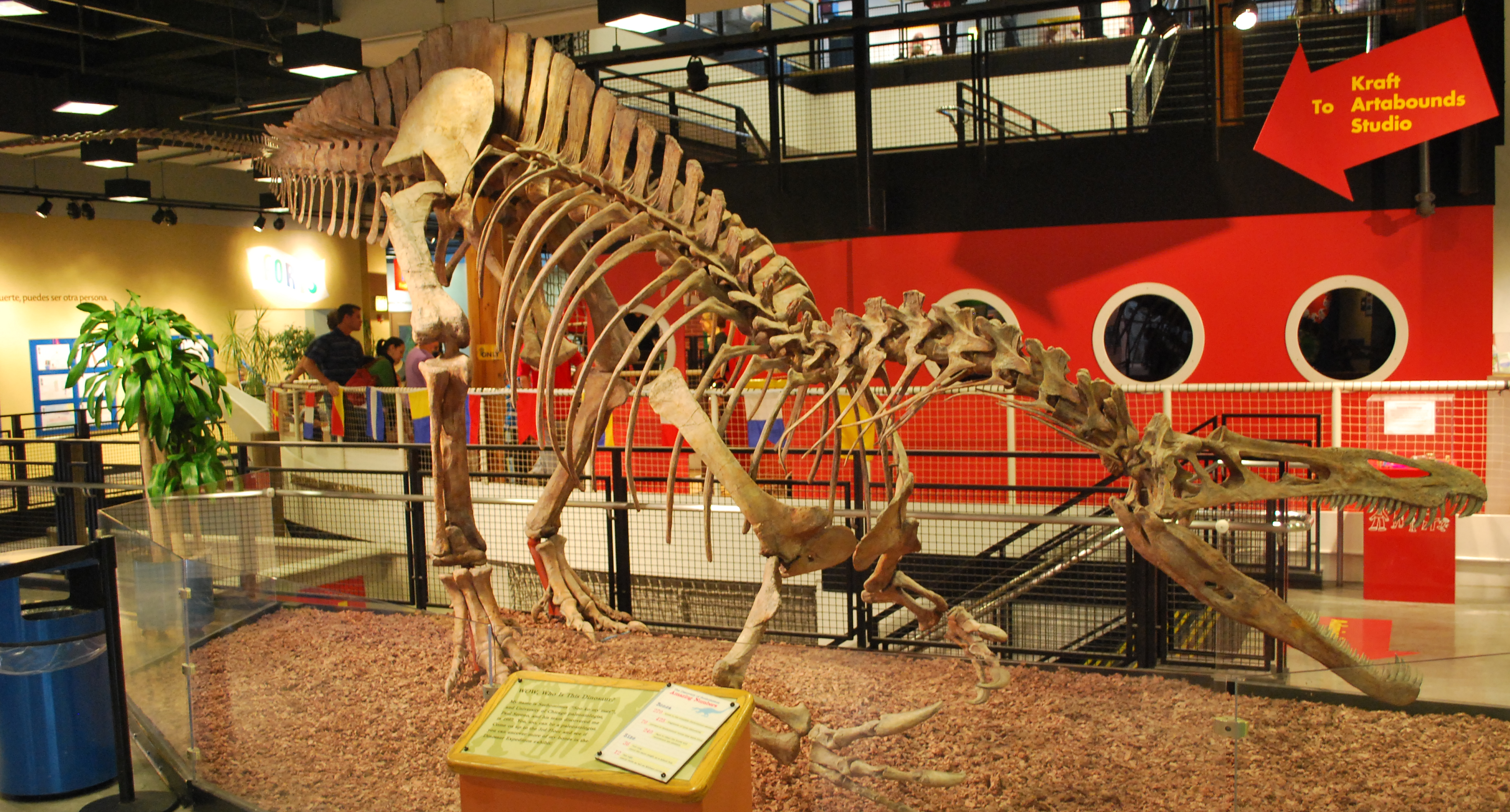
موزه شیکاگو
سوکومیموس به رنگ قرمز مشخص است. به‌ترتیب از چپ به راست: اسپینوسور، سوکومیموس، باریونیکس، ماهی‌شکار، ایریتاتور
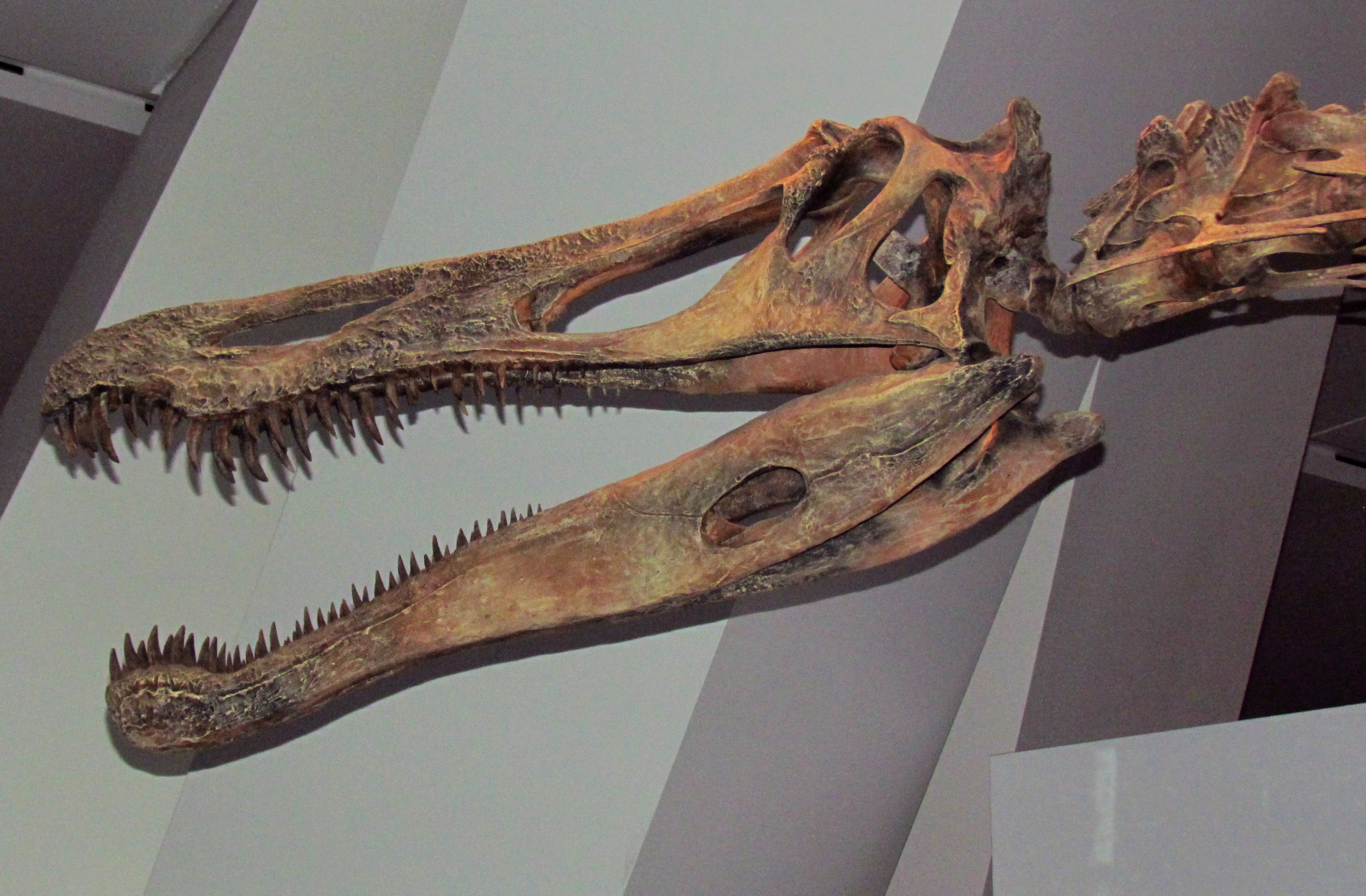
جمجمهٔ سوکومیموس
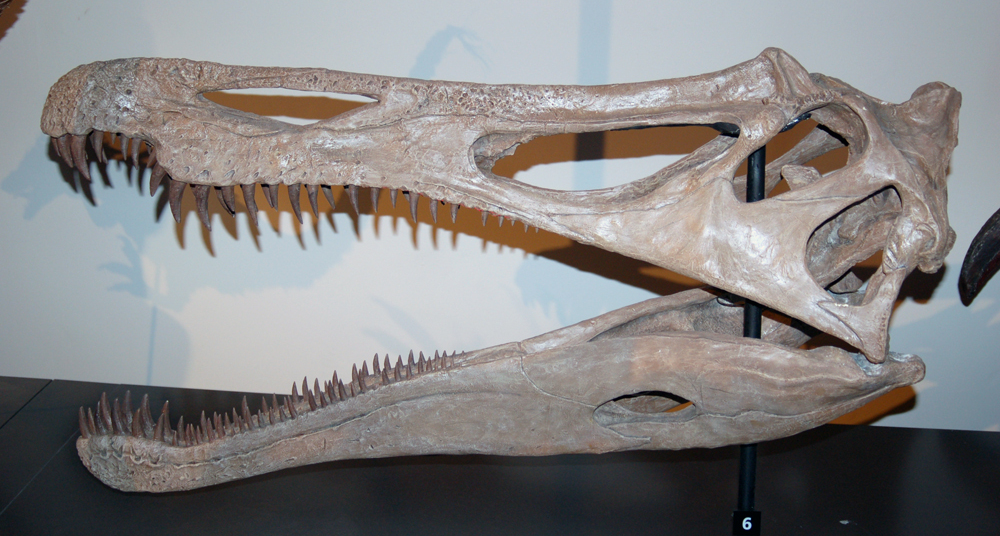
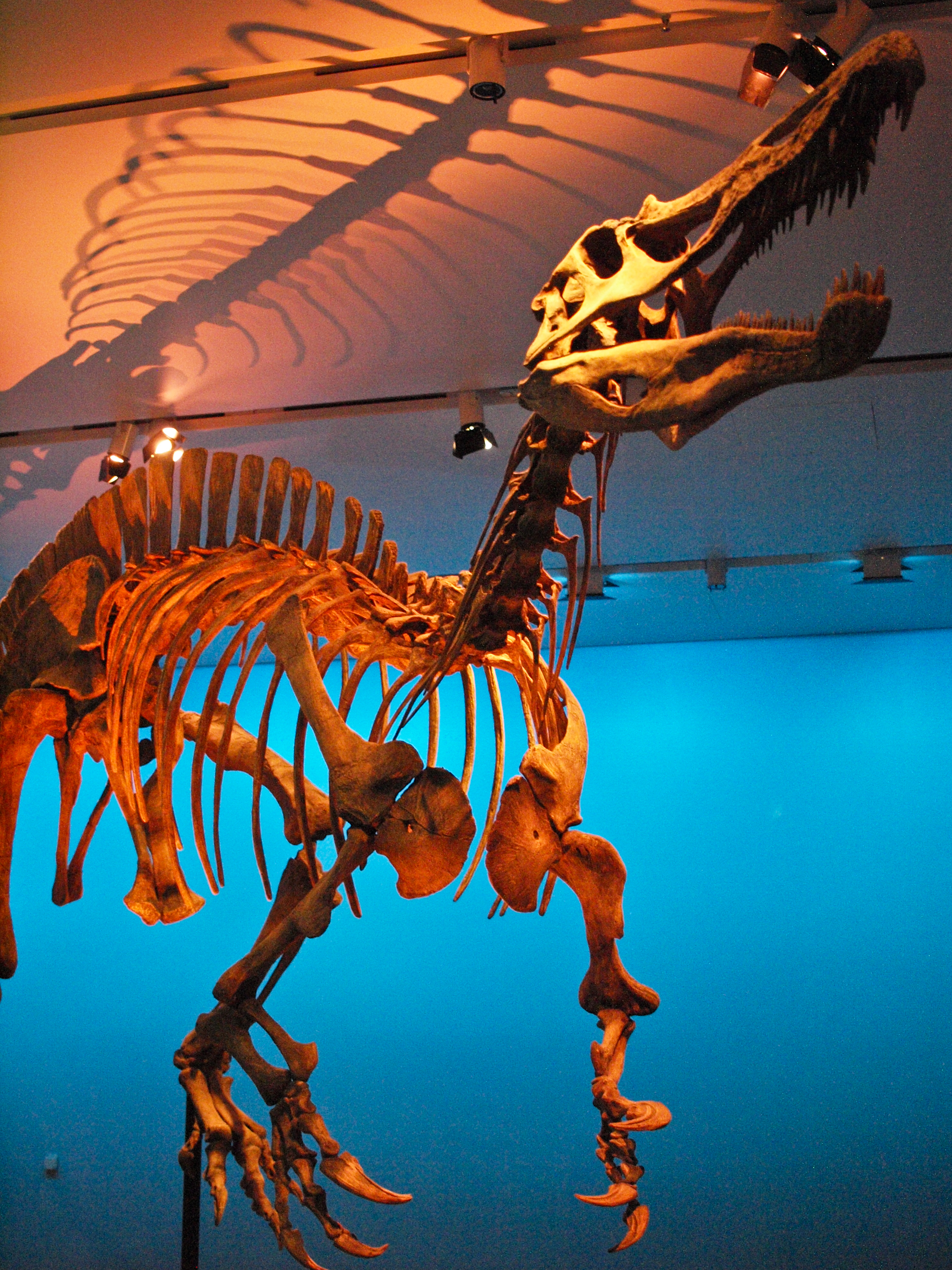
موزه آنتاریو کانادا
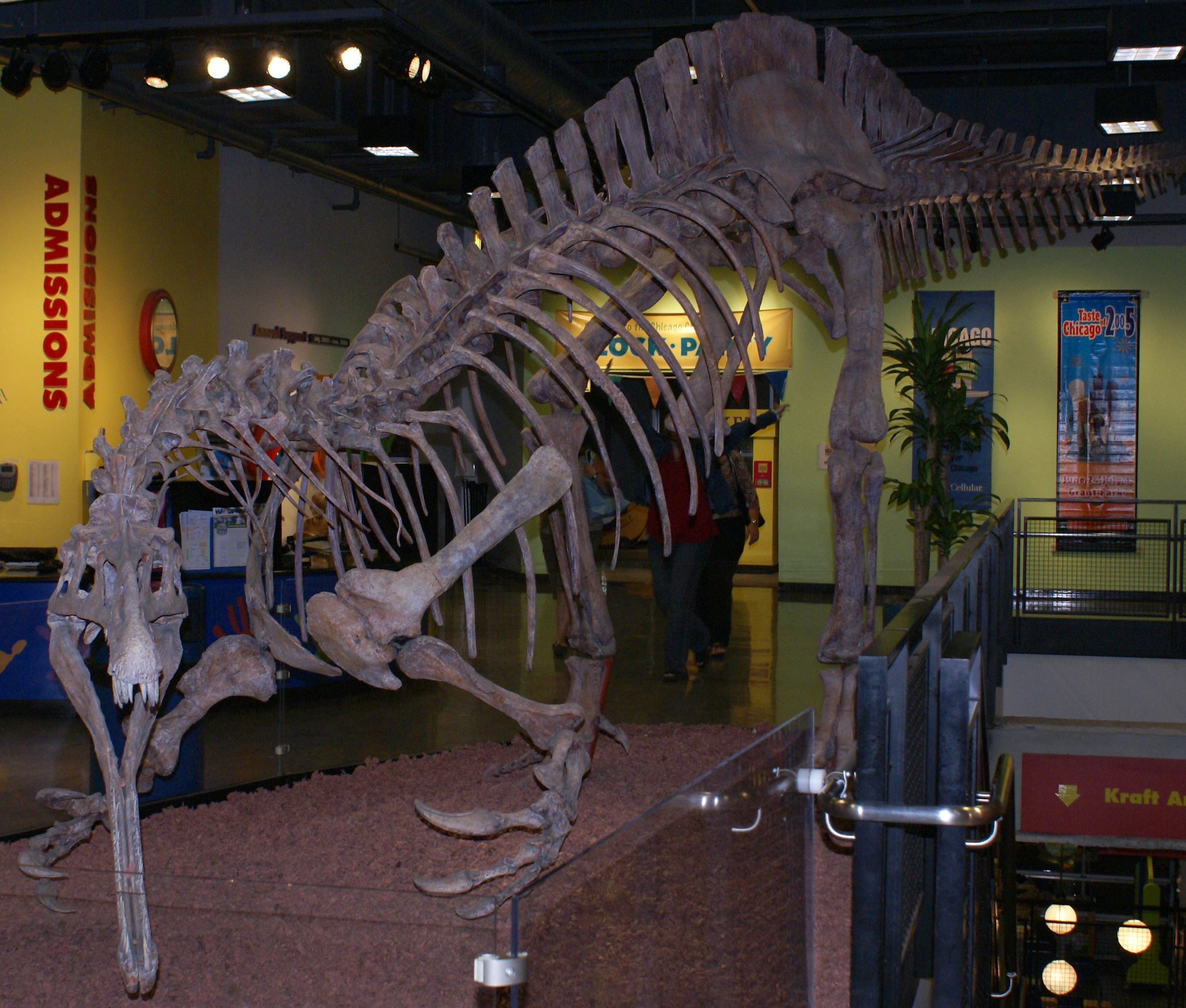
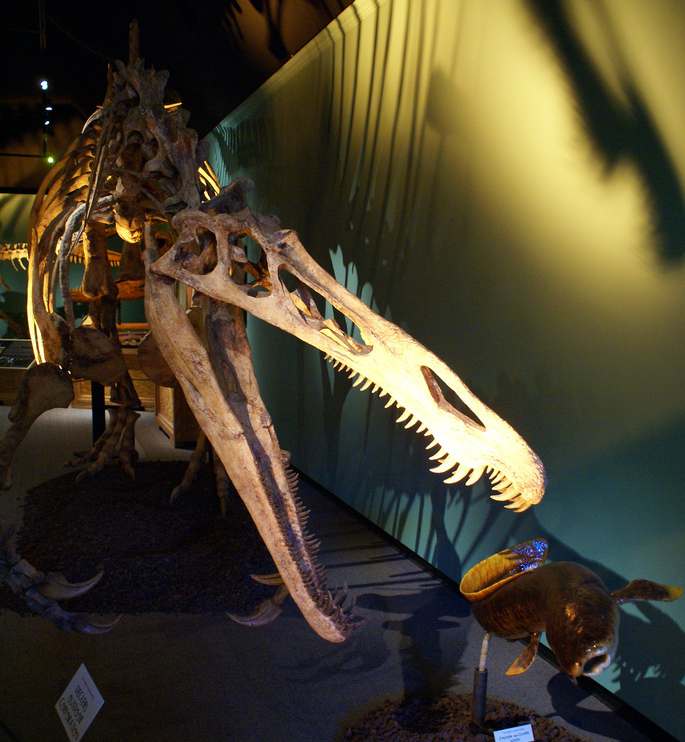
سوکومیموس درحال ماهیگیری
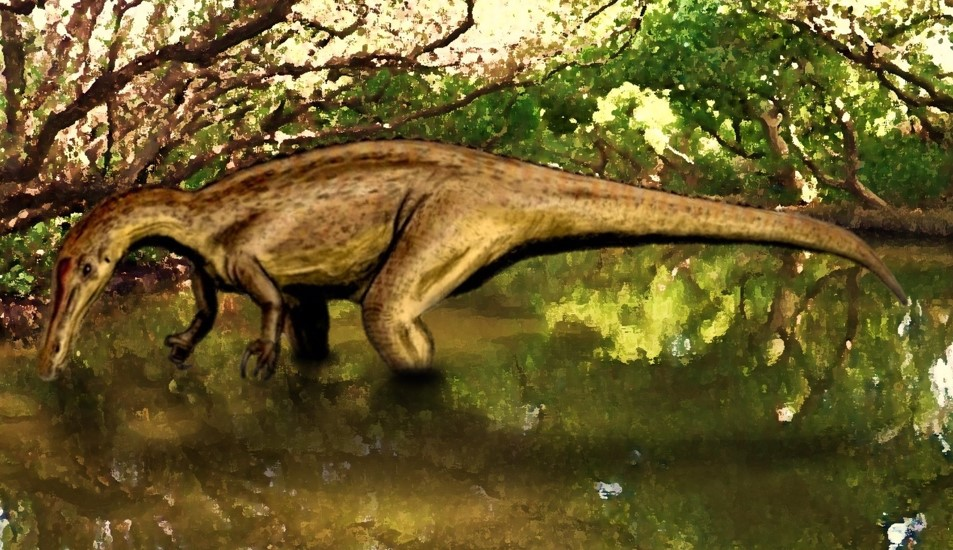
در مرداب به‌دنبال ماهی
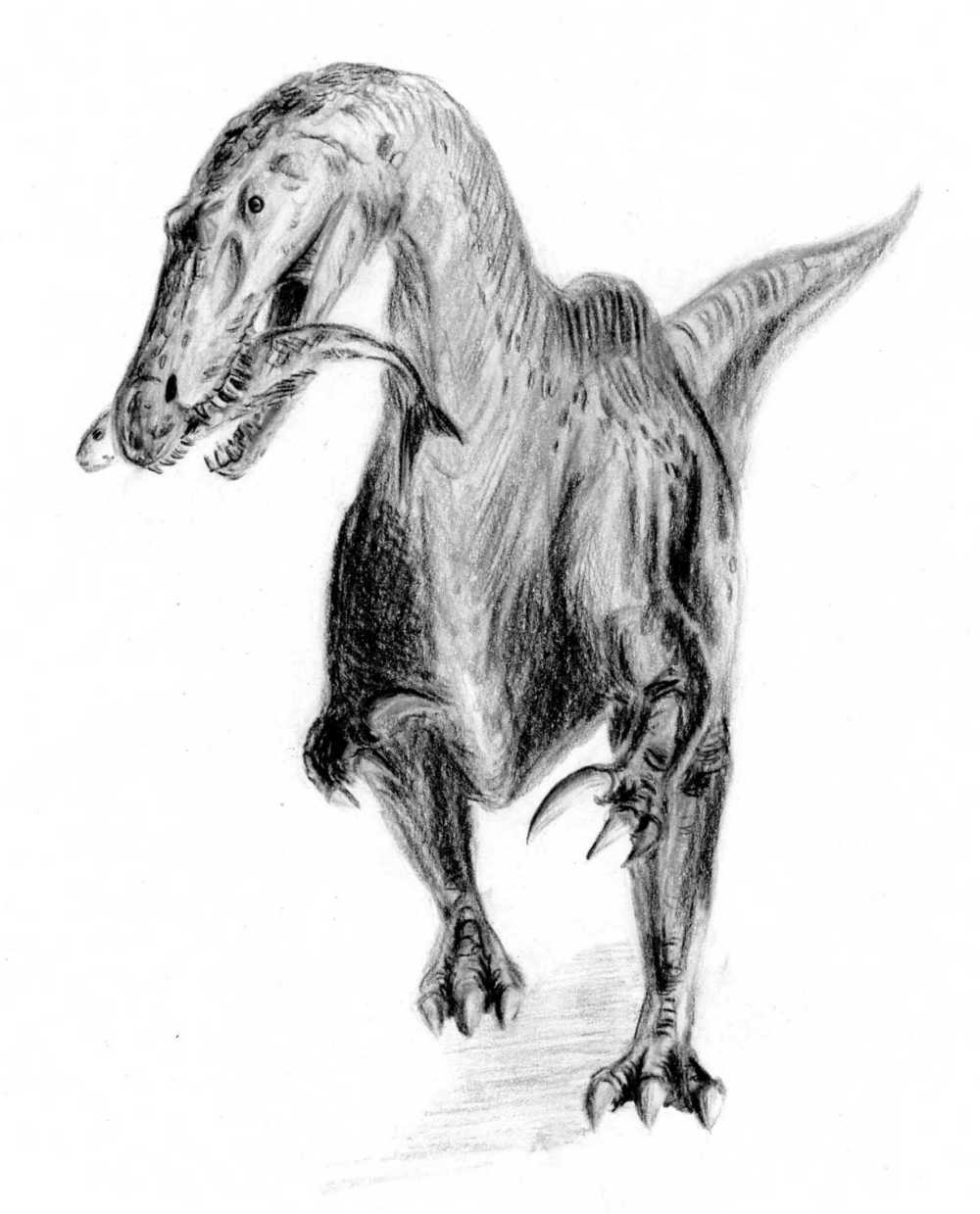
طراحی سیاه‌سفید و ماهی
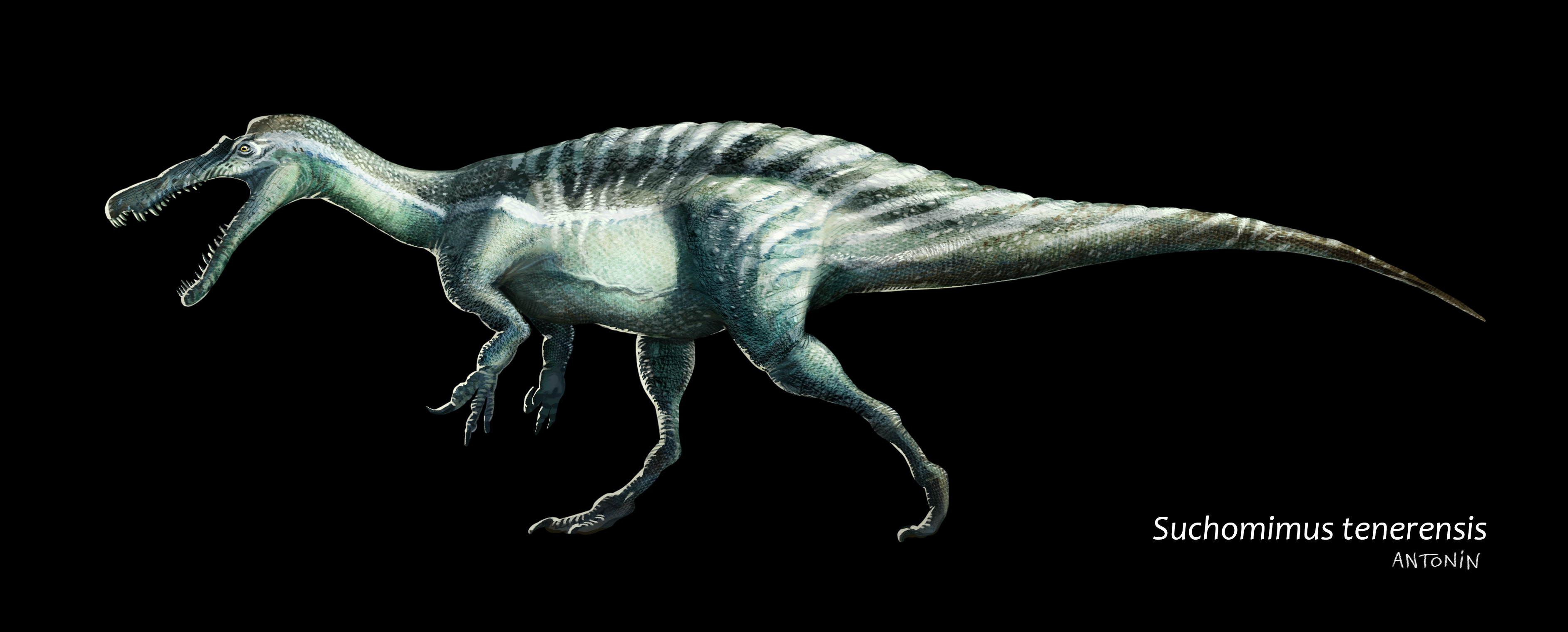
سوکومیموس درحال دویدن
سوکومیموس در مقایسه با اندازهٔ انسان
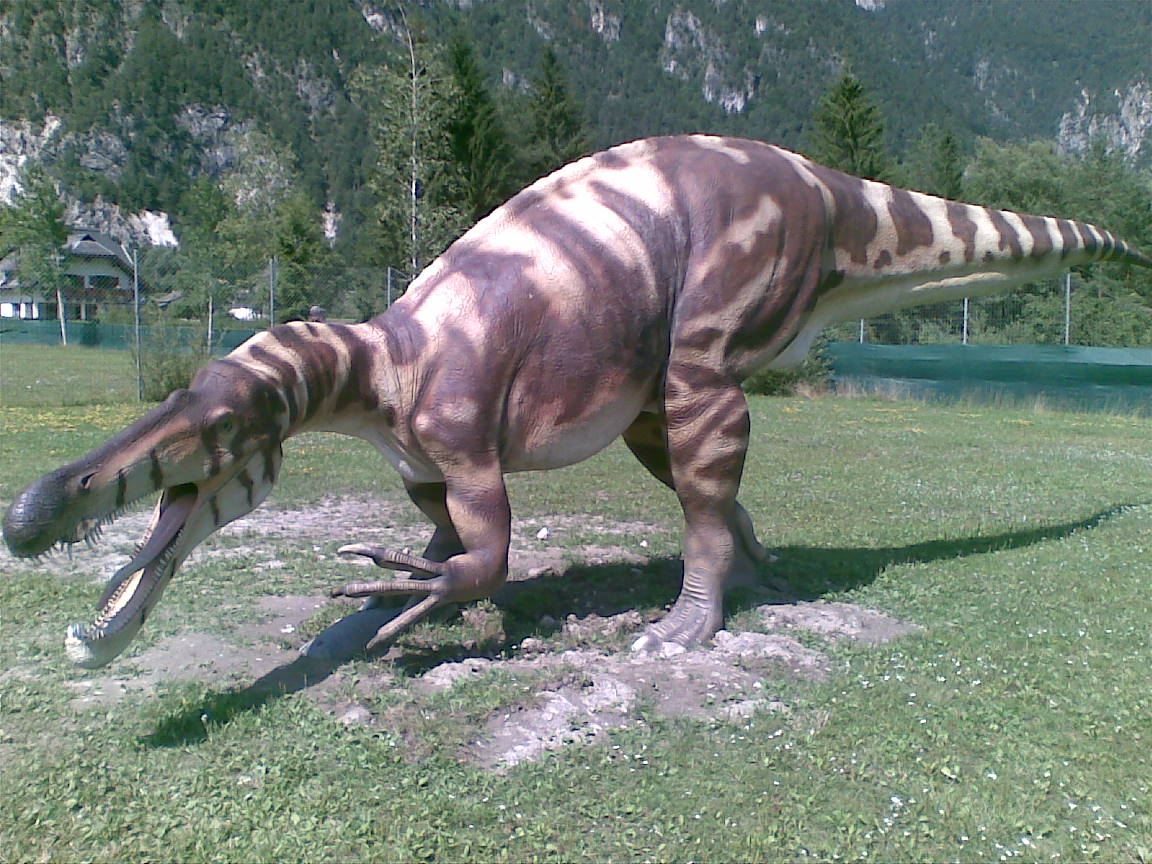
در یک پارک ژوراسیک
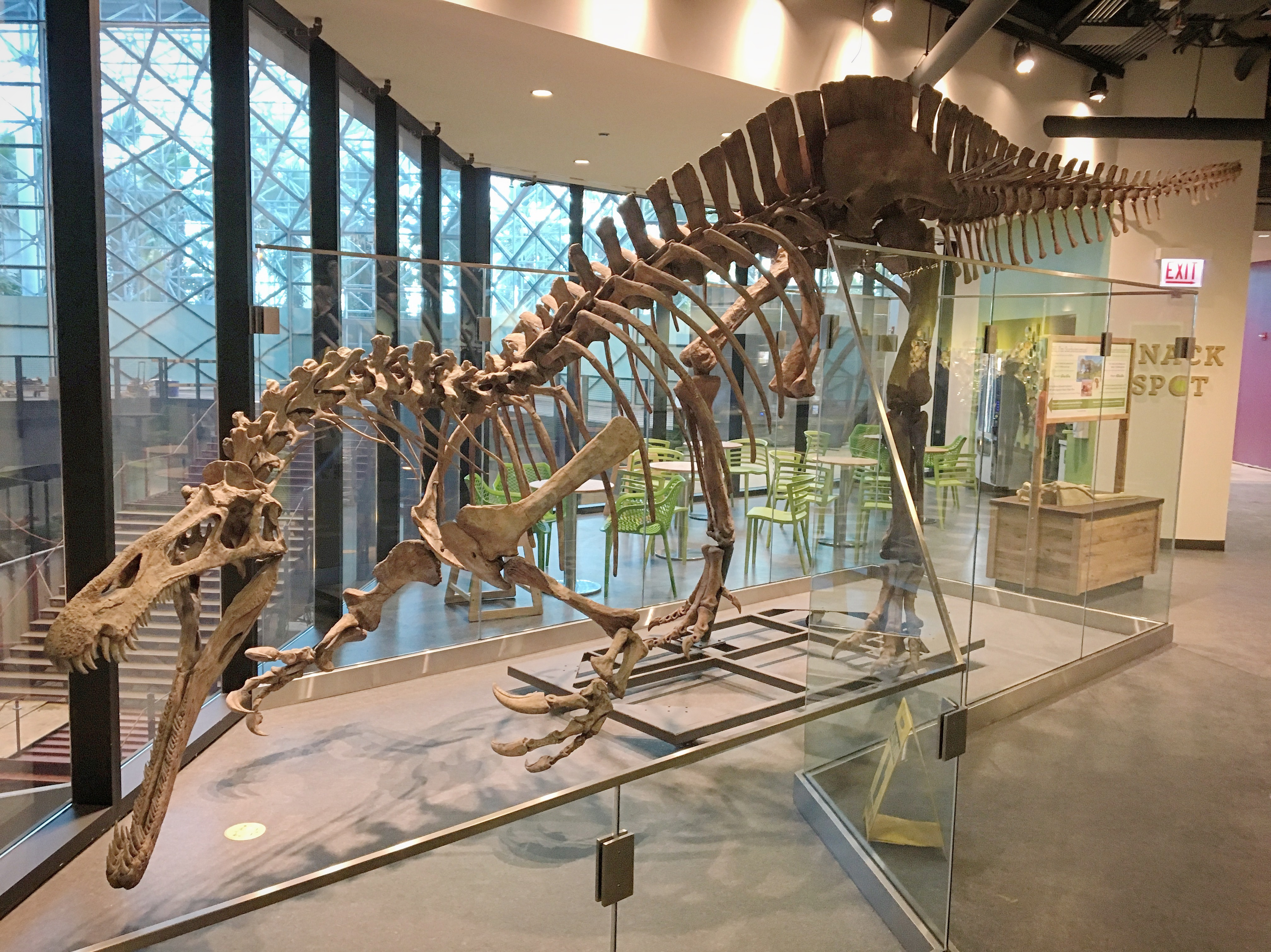
اسکلت در موزه